# イナレオタ 〜さかだちのうた〜
「イナレオタ 〜さかだちのうた〜」は、日本の合唱曲。作詞：宮中雲子、作曲：斉藤高順、歌：東京少年少女合唱隊。

## 概要
1969年4月、NHKの『みんなのうた』で紹介。文字通り「逆立ち」をテーマにしたユーモラスな楽曲。歌の中には、タイトルにもなった「イナレオター!!」を始め、「イナレビシー!!」「イナレカツー!!」というおまじない言葉が登場するが、これはそれぞれ「倒れない」「痺れない」「疲れない」の逆読みである。なお演奏には「スライドホイッスル」という楽器を使用する。映像はアニメで、逆立ちの得意な少年3人をメインとし、間奏部では逆立ちの下手な少年と、それを見ている少女3人が登場する。なお製作者の「FEC」は、恐らく後年『あしたに賭ける数え歌』を手掛けた松本光平と思われる。
放送後は日本コロムビアからレコード化（歌手は同じだがカバー）、また4ヶ月後の1969年8月・9月に再放送されたのみで、CD・DVD化は一切されなかったが、2011年から始まった「みんなのうた発掘プロジェクト」で音声が提供され、これにNHK倉庫から発掘された映像と合わせて、2012年3月15日深夜（3月16日未明）放送の『みんなのうた発掘スペシャル』で、実に約43年ぶりに再放送され、そして同年8月から定時番組でも再放送された。